# Salamanca (Spanyolország)
Salamanca város Nyugat-Spanyolországban, Kasztília és León autonóm közösségben. Salamanca tartomány székhelye. 192 000 főnyi lakosságával Kasztília és León második legnagyobb városa, a főváros, Valladolid (369 000 fő) után.
Salamanca talán a legfontosabb spanyol egyetemi város, főként a spanyol nyelv színvonalas oktatásáról híres. Egyeteme, az 1218-ban alapított Salamancai Egyetem az ország legrégebbi felsőoktatási intézménye, Európában a negyedik. 30 000 hallgatója a város gazdasági és turisztikai motorja. A város a spanyol piac 16%-át adja, egyeteme miatt külföldi hallgatók ezreit vonzza.
Óvárosa 1988-ban felkerült az UNESCO világörökségi listájára. 2002-ben Európa Kulturális Városa címet kapta meg.
2003 óta a húsvétot megelőző „salamancai szent hét” a nemzetközi turizmus középpontjába került.

## Fekvése
Salamanca tíz út csomópontjában található. Nagyjából 200 km-re fekszik az ország fővárosától, Madridtól nyugatra, a portugál határtól pedig 80 km-re keletre, a Tormes folyó partján, a tenger szintje felett 829 m magasságban.

## Éghajlata
A város éghajlata mérsékelt égövi száraz kontinentális éghajlat: a nyár forró, a tél rendkívül hideg. Köppen besorolása szerint a meleg nyarú mediterrán éghajlat keveredik a félsivatagi sztyeppék éghajlatával. Valódi nedves évszak gyakorlatilag nem létezik, a kevés csapadék eloszlása egyenetlen. Tavasztól kora őszig gyakoriak a hőhullámok, nem ritkán állandósul 40 °C feletti hőmérséklet. A hegyek és a nyílt ég miatt a telek rendkívül fagyosak, a hőmérséklet nem ritkán zuhan 20 fok közelébe. Havazás minden évben előfordul, a hó napokig vagy akár hetekig is megmarad.

## Története
A város helyén először egy erődöt épített az i. e. 4. században egy kelta törzs. Az erőd egyike volt azoknak az állásoknak, amelyeket a kelták létesítettek a Duero folyó mentén. Az i. e. 3. században (i. e. 217-ben) Hannibál pun hadvezér megostromolta, és el is foglalta a várost. Egy legenda szerint, a salamancaiak ellenállás nélkül adták át a várost a karthágóiaknak, de a nők, ruháik alatt fegyvereket hordtak, és ezekkel támadtak rá az ellenségre. A Karthágó bukása után Salamanca római kézbe került Helmantica néven, s rövidesen az egyik legfontosabb hispaniai kereskedelmi központtá lépett elő kedvező fekvése folytán. Rajta keresztül haladt át a Via de la Plata római út, amely összekötötte Emerita Augusta (Mérida) és Asturica Augusta (Astorga) városokat. Az itt épült 1. századi római híd is az út részét képezte.
A Római Birodalom bukása után a térség, így Salamanca is a keletről idevándorló alánok uralma alá került. Később a nyugati gótok (vizigótok) szállták meg a várost, amelyet a területükhöz csatoltak. Amikor a kereszténység ide is eljutott, Salamanca püspöki székhellyé lépett elő. A város püspökei az évek során a Toledóban tartott több zsinaton is részt vettek.
712-ben Salamanca is megadta magát a móroknak. Ezután a város térsége évekre a keresztény királyságok és a muszlimok harcterévé vált. A Leóni Királyság (később Kasztília és León) és a Córdobai Kalifátus háborúzásai következtében Salamanca szinte teljesen elnéptelenedett és így jelentéktelen településsé vált. A simancasi csata (939) után a keresztények újratelepítették a várost. Miután 1085-ben VI. Alfonz kasztíliai király elfoglalta Toledót, lakosai egy részét Salamancába telepítette át, majd 1102-ben Burgundiai Rajmund is vezetett egy különböző származású telepesek alkotta csoportot a városba.
1218-ban IX. Alfonz leóni király megalapította a Salamancai Egyetemet, amely az arab kultúra eredményeit közvetítette Európába. Az egyetemnek köszönhetően Salamanca Európa egyik legtekintélyesebb oktatási központjává vált. Az egyetem hallgatója volt – többek között – Keresztes Szent János, Loyolai Szent Ignác, Cervantes, Calderón, Lope de Vega és Unamuno.
A város a középkor folyamán a 16. században élte fénykorát. Lakossága nagyjából 24 000 fő, ebből a diákok száma pedig körülbelül 6500 fő volt. Salamanca hanyatlása 1610-ben, a mórok kiűzésével kezdődött meg.
A 19. század folyamán az addig agrár jellegű város ismét fejlődésnek indult.

## Nevezetességei
- Római híd (Puente Romano)
- Szent Jakab-templom (Iglesia Santiago)
- Szent Ambrus-templom (Iglesia de San Ambrosio)
- Régi Katedrális (Catedral Vieja)
- Új Katedrális (Catedral Nueva)
- Egyetem (Universidad)
- Tartományi Múzeum (Museo Provincial)
- Az Alsó iskola (Las Escuealas Menores)
- Anaya-palota (Palacio de Anaya)
- A Hölgyek kolostora (Monasterio de Dueṅas)
- Szent István-kolostor (Convento de San Esteban)
- Calatrava-palota
- Las Bernardas-templom
- Kulcsár-torony (Torre del Clavero)
- Salina- (vagy Fonseca-) palota
- Kagylós ház (Casa de las Conchas)
- Jezsuita szemináriumi templom (La Clerecia)
- Főpapi Egyetem (Uinvesidad Pontifica)
- Szent Benedek-templom (Iglesia de San Benito)
- Szent Márton-templom (Iglesia de San Martin)
- Városháza (Ayuntamiento)
- Királyi palota (Pabellón Real)
- Vásárcsarnok (Mercado)
- Szent Juliánusz-templom (Iglesia de San Julián)
- Széltorony (Torre del Aire)
- Szentlélek-templom (Iglesia de Sancti Spiritus)
- Szent Márk-templom (Iglesia de San Marcos)
- Barbalosi Szent János-templom (Iglesia de San Juan de Barbalos)
- Írek kollégiuma (Colegio de los Irlandeses)
- Szent Kereszt-templom (Iglesia de la Vera Cruz)
- Orsolya-nővérek kolostortemploma (Convento de las Ursulas)
- A Holtak háza (Casa de las Muertes)
- Monterrey-palota (Palacio de Monterrey)
- Szeplőtlen Fogantatás-templom (La Purisima)

## Képgaléria

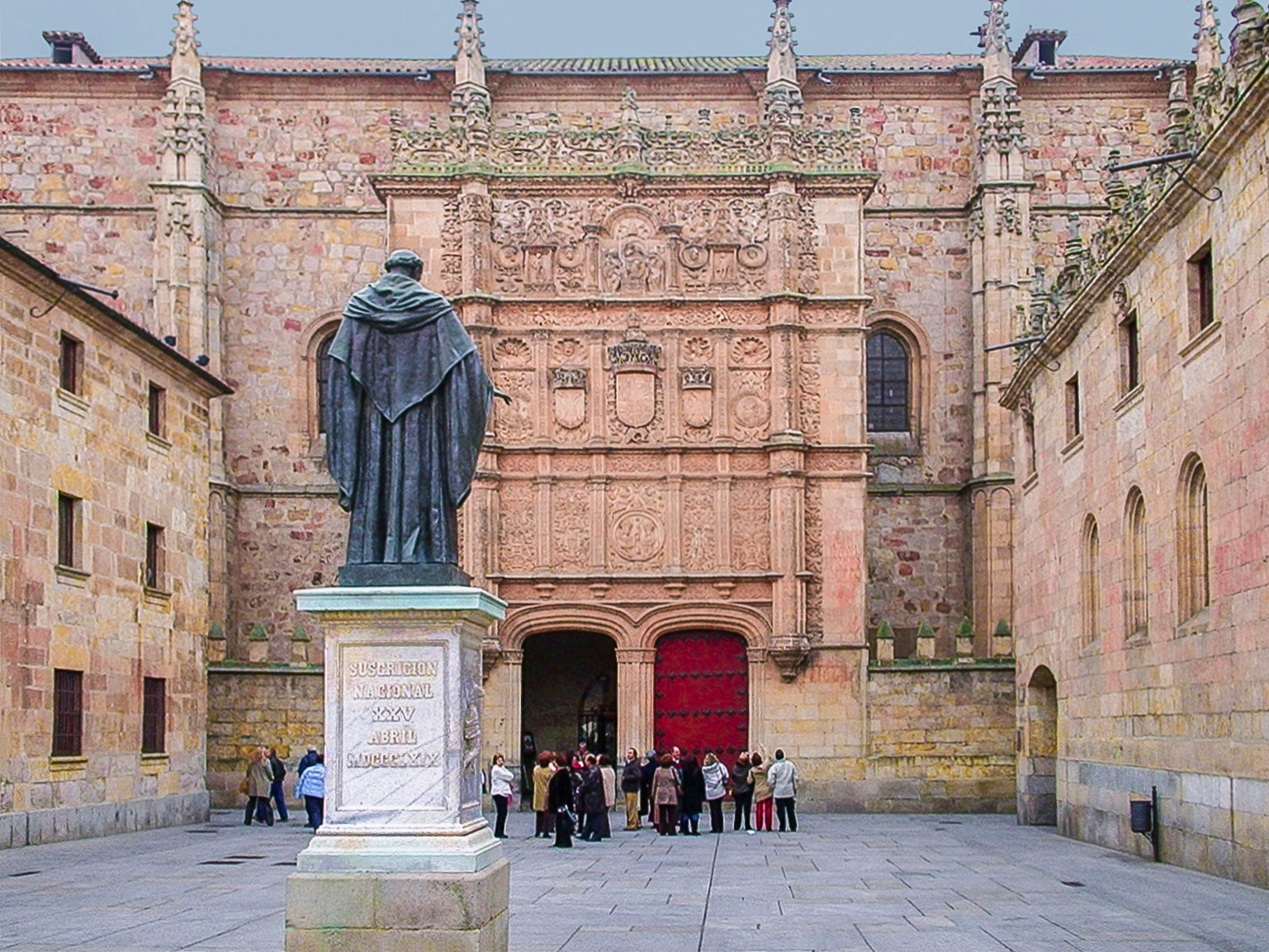
Az Egyetem platereszk homlokzata
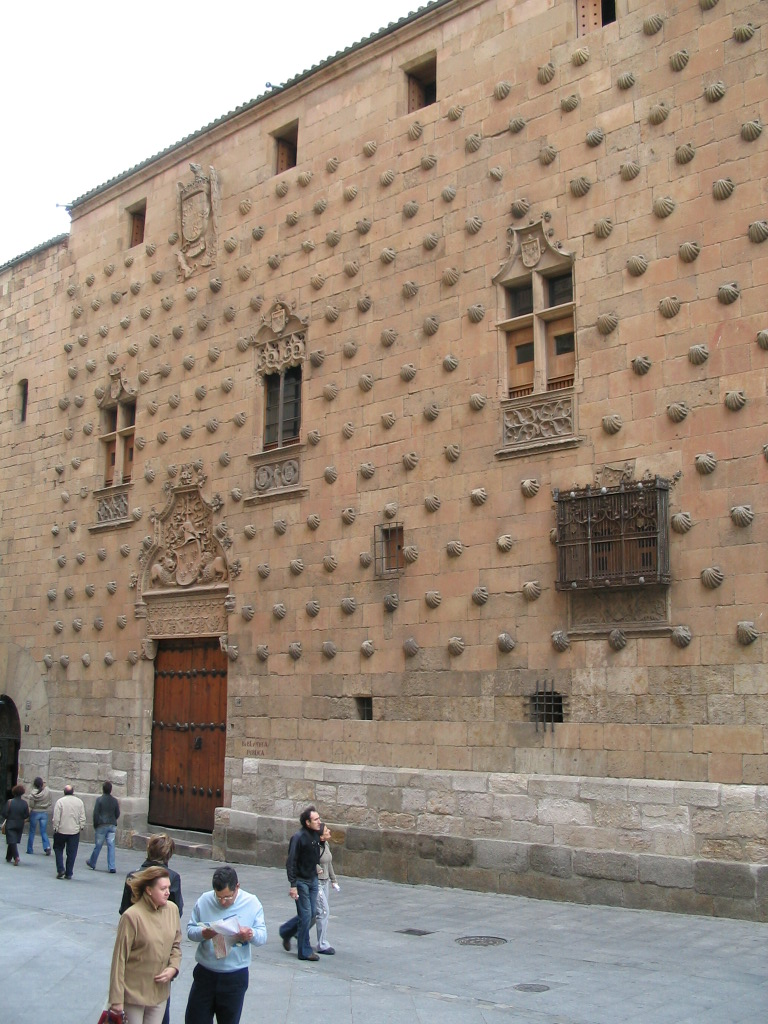
A Kagylós ház
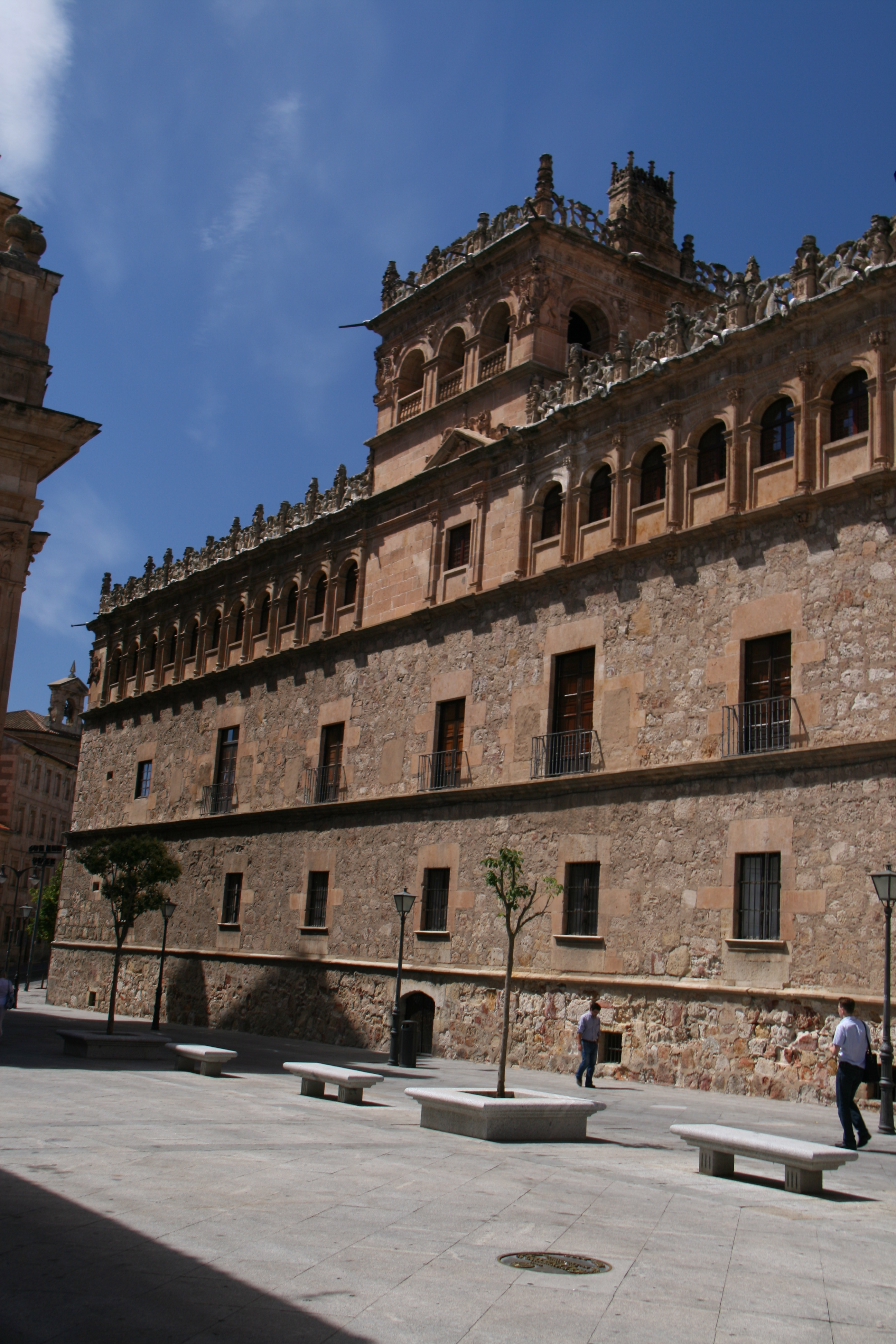
A Monterrey-palota homlokzata
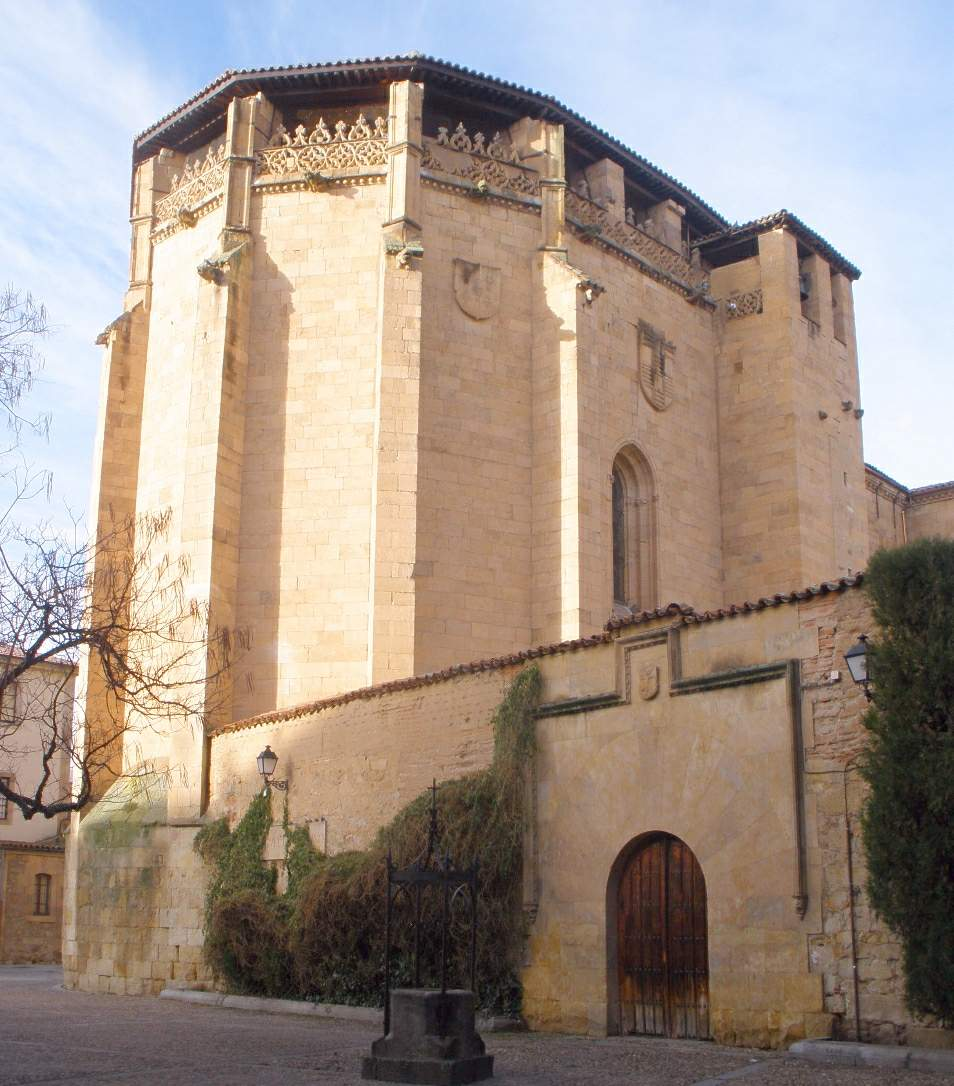
Az Orsolya-nővérek kolostortemplomának homlokzata
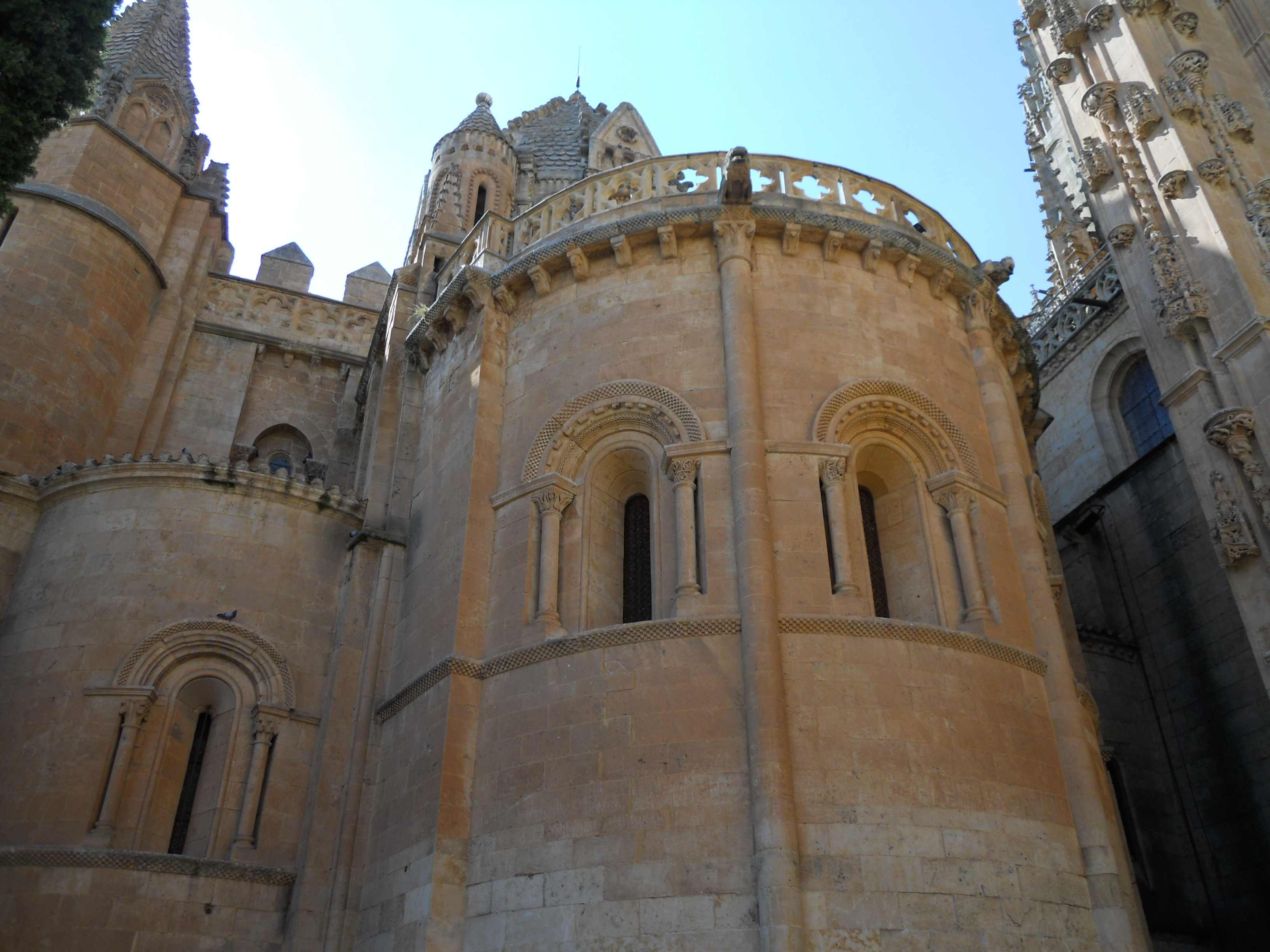
A Régi Katedrális részlete
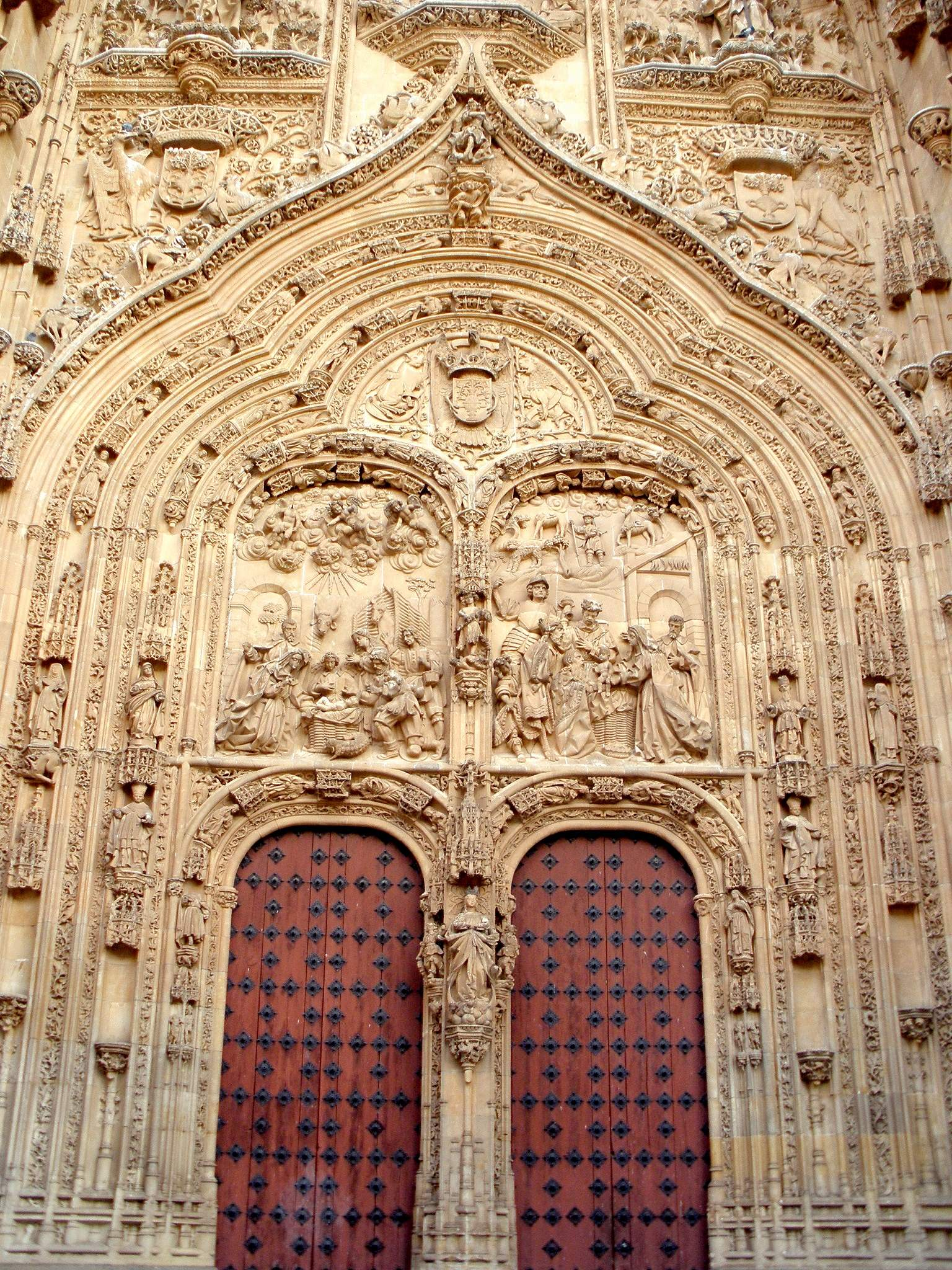
Az Új Katedrális homlokzata
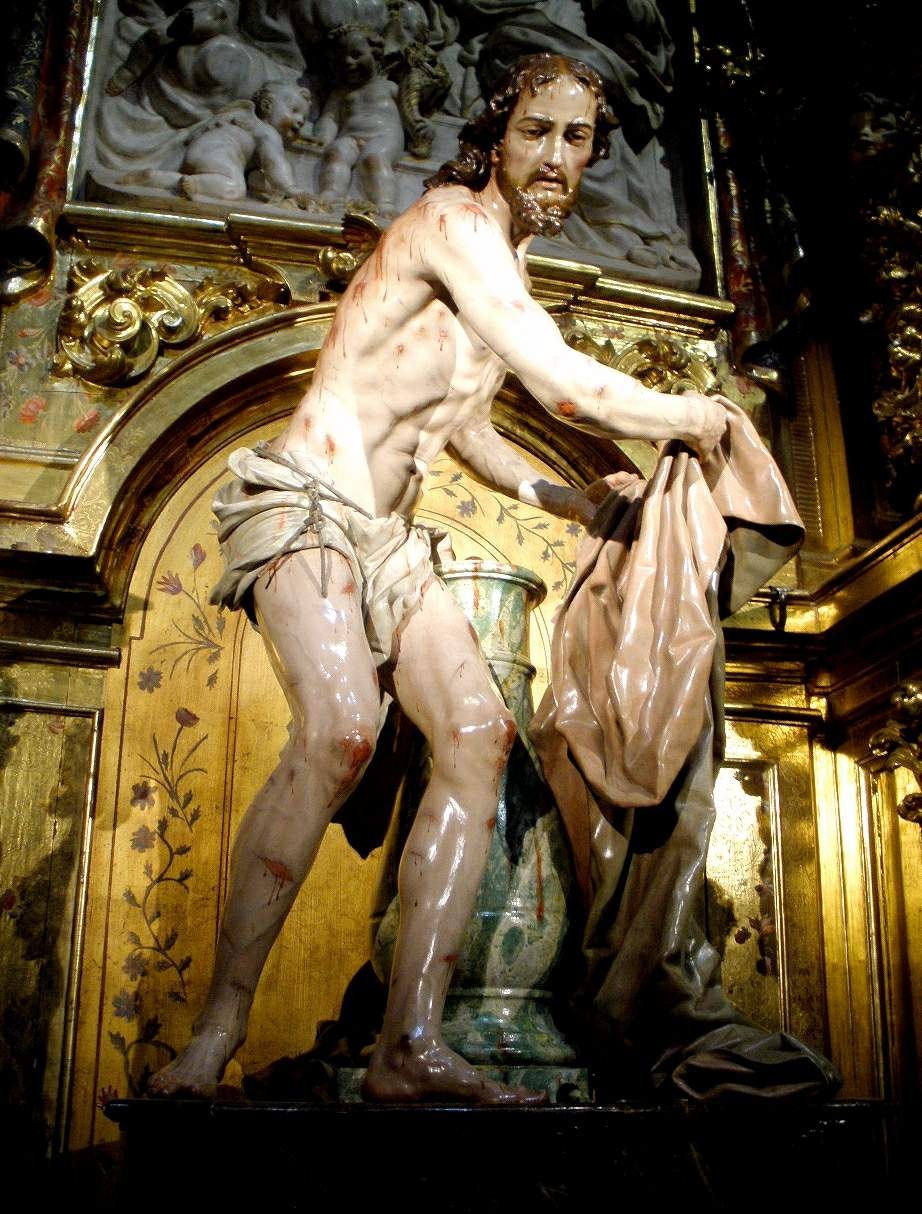
Jezsuita szemináriumi templom - Krisztust megfosztják ruháitól
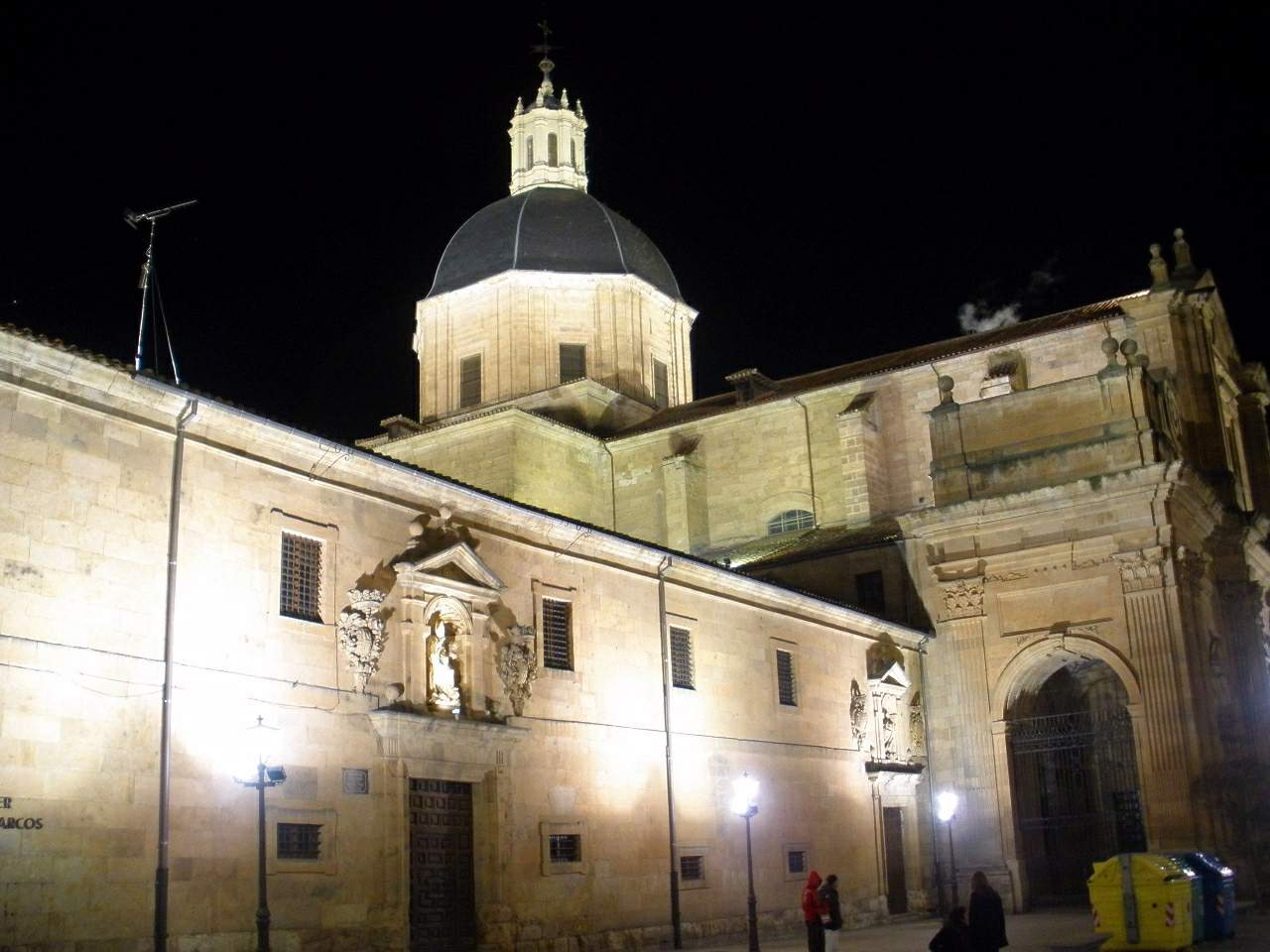
A Szeplőtlen Fogantatás-templom éjjel
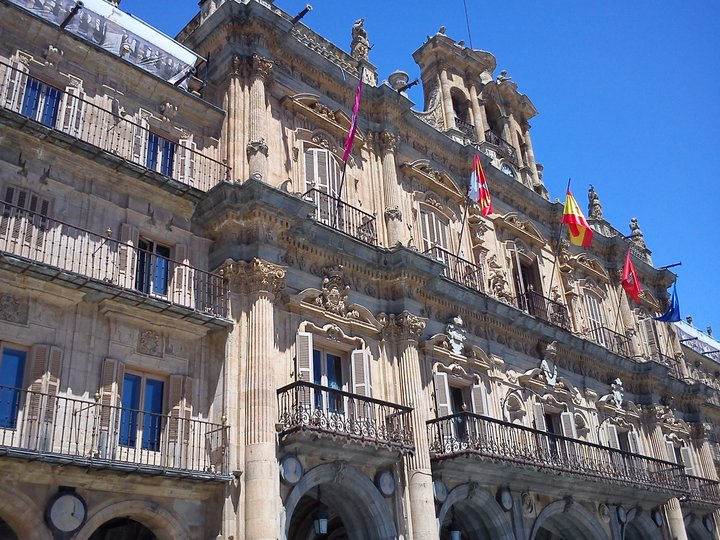
A Városháza

## Népesség
A település lakosságának változását az alábbi diagram mutatja:
| Lakosok száma | 158 523 | 160 415 | 155 921 | 155 619 | 152 048 | 148 042 | 144 436 | 144 228 | 142 412 | 144 866 |
|               | 2001    | 2004    | 2007    | 2009    | 2012    | 2014    | 2017    | 2019    | 2022    | 2024    |